# Янгиер (футбольный клуб)
«Янгиер» — советский и узбекистанский футбольный клуб из города Янгиера. Основан в 1966 году при Янгиерском комбинате строительных материалов и конструкций.

## Названия
- 1966—1968 — «Целинник».
- 1968—1976 — «Янгиер».
- 1976 — «Мелиоратор».
- с 1977 — «Янгиер».

## Достижения
- Вторая лига СССР — финальный турнир (1977).
- 1/16 финала Кубка СССР (1976, 1977).
- Высшая лига Узбекистана — 10-е место (1995).
- 2-й раунд Кубка обладателей кубков Азии (1995).